# Sabrina Carpenter
Sabrina Annlynn Carpenter (ur. 11 maja 1999 w Quakertown) – amerykańska aktorka, piosenkarka, autorka tekstów, producentka filmowa i projektantka mody.
Urodzona i wychowana w Lehigh Valley w Pensylwanii, Carpenter już jako dziecko uczęszczała w konkursach wokalnych i tanecznych. Karierę aktorską rozpoczęła w 2010 roku, kiedy otrzymała pierwszą rolę w serialu telewizyjnym NBC Law & Order.  Większą rozpoznawalność przyniosła jej rola Mayi Hart w serialu "Girl Meets World" (2014-2017) będącego kontynuacją sitcomu z lat 90 "Boy Meets World".
W 2014 podpisała umowę z wytwórnią muzyczną Hollywood Records na wydanie pięciu albumów studyjnych i już rok później opublikowała swój debiutancki krążek Eyes Wide Open, który otrzymał pozytywne recenzje krytyków. W kolejnych latach wydała trzy kolejne albumy EVOLution (2016), Singular Act I (2018) i Singular Act II (2019). W 2020 roku zadebiutowała na Broadwayu w głównej roli w musicalu Mean Girls. W 2020 roku założyła firmę produkcyjną At Last Productions Company .
Po zakończeniu współpracy z ówczesną wytwórnią, w 2021 przeszła do Island Records i w 2022 wydała nowy, piąty już album Emails I Can't Send , który zapoczątkował nową erę w jej twórczości i promowany był takimi hitami jak Because I liked a Boy, Nonsense i Feather.  Jej szósty krążek wydany w 2024 roku Short n' Sweet dzięki takim singlom jak Espresso, Please Please Please i Taste przyniósł jej największy jak dotąd sukces komercyjny, debiutując na szczycie listy Billboard 200 ze sprzedażą 362 000 egzemplarzy w pierwszym tygodniu i został jednym z najlepszych i najlepiej sprzedających się albumów w 2024 roku.  Przyniósł jej także sześć nominacji do Grammy w tym dwie wygrane statuetki za Najlepszy Wokalny Album i Najlepsze Solowe Wykonanie . Podczas rozdania nagród MTV Video Music Awards została nagrodzona statuetką za Piosenkę Roku (Espresso). Z kolei magazyn Billboard uznał także Espresso za najważniejszy globalny utwór, który zdefiniował lato 2024. W 2025 wystąpiła na Brit Awards w Londynie gdzie została uhonorowana nagrodą Brits Global Success jako pierwszy zagraniczny artysta w historii gali
W czerwcu 2024 drugi singiel z Short n' Sweet Please Please Please zdetronizował Espresso na brytyjskich listach przebojów i tym samym Sabrina ustanowiła rekord jako najmłodsza artystka w historii, która w tym samym tygodniu zajmowała pierwsze i drugie miejsce na oficjalnej liście Official Charts UK Top 40. Dwa tygodnie później 5 lipca 2024 ustanowiła kolejne nowe rekordy notowań, stając się pierwszą artystką, która jednocześnie zajmowała pierwsze i drugie miejsce na liście przebojów przez trzy kolejne tygodnie oraz była pierwszą kobietą, której album znajdował się na pierwszym miejscu zdobywając jednocześnie trzy pierwsze pozycje na oficjalnej liście przebojów: Taste (1), Please Please Please (2) i Espresso (3). Od października 2024 pozostaje pierwszą artystką w 71-letniej historii brytyjskich list przebojów, która spędziła 20 tygodni na 1. miejscu na Official Singles Chart w roku kalendarzowym.

## Życiorys

### Rodzina i edukacja
Sabrina urodziła się 11 maja 1999 roku w Lehigh Valley w stanie Pensylwania jako najmłodsza córka Elizabeth i Davida Carpenter. Ma dwie starsze siostry, Sarah i Shannon, a także przyrodnią siostrę Caylę, z poprzedniego małżeństwa jej ojca. Jest także siostrzenicą Nancy Cartwright, znaną z długoletniej roli Barta Simpsona w animowanym serialu The Simpsons.
Uczęszczała do Lower Milford Elementary School w Pensylwanii. W wieku 13 lat wraz z rodziną przeprowadziła się do Los Angeles w Kalifornii aby dalej rozwijać swoją pasję do muzyki i aktorstwa. Ze względu na wczesną pracę w showbiznesie rozpoczęła naukę w domu przez internet. Tym samym ukończyła szkołę Cyber Charter School.
Już od najmłodszych lat wykazywała fascynację muzyką. Jej matka w młodości była tancerką i brała lekcję śpiewu (obecnie z zawodu jest chiropraktykiem), a ojciec grał w zespole garażowym. Jej pierwszą nauczycielką śpiewu była Rita Cavell, a w wieku nastoletnim Eric Vetro. Jako dziecko uczęszczała na konkursy muzyczne organizowane w jej szkole i w mieście. Ćwiczyła grę na pianinie, gitarze oraz fortepianie. Razem z siostrami tańczyła również balet.
Od 2009 roku prowadziła kanał na YouTube, gdzie zaczęła zamieszczać covery piosenek różnych artystów co pozwoliło rozwinąć jej talent wokalny.  Jej ojciec stworzył dla niej małe studio nagrań w domu, aby podsycać jej pasję do muzyki. W 2010 nagrała swoją pierwszą, autorską piosenkę pt. "Catch My Breath". Pierwszy raz zaprezentowała się na konkursie talentów "Valley's Got Talent" z piosenką "The Voice Within" Christiny Aguilery. W 2011 roku została zaproszona na odśpiewanie hymnu podczas trwających rozgrywek meczu bejsbolowego w CocaCola Park. Zajęła trzecie miejsce w konkursie śpiewu organizowanym przez Miley Cyrus zatytułowanym The Next Miley Cyrus Project.

## Kariera

### 2011–2012: Początki
Jako aktorka zadebiutowała w 2011, występując gościnnie w serialu telewizyjnym NBC Law & Order: Special Victims Unit. Zagrała młodą ofiarę gwałtu. W tym samym roku wystąpiła na festiwalu Gold Mango Audience transmitowanym przez chińską stację telewizyjną Hunan Broadcasting System. Zaśpiewała "Something's Take A Hold Me" Etty James, w stylu Christiny Aguilery z filmu Burlesque. Niecałe dwa lata później pojawiła się w stałej roli w Fox'sThe Goodwin Games jako młoda Chloe, w filmie Gulliver Quinn i w pilocie ABC The Unprofessional.
W 2013 r. podpisała kontrakt płytowy z Hollywood Records na wydanie pięciu albumów studyjnych. Jej menadżerem został Bill Perlman.

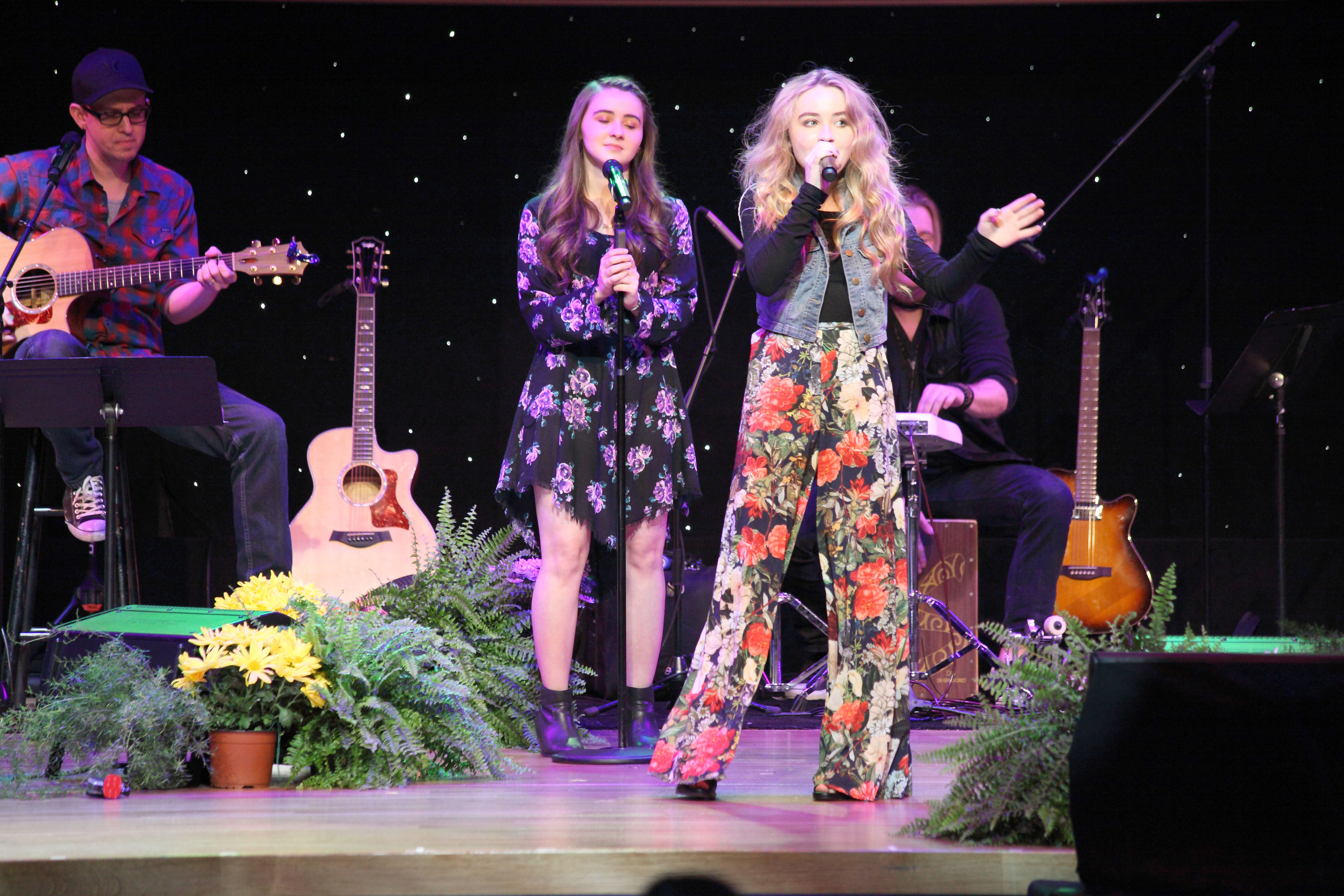
Sabrina podczas koncertu Disney Social Media Celebration (2014)

### 2013–2015:Dziewczyna poznaje światiEyes Wide Open
W 2013 zagrała w filmie " Horns" u boku Daniela Radcliffe'a (znanego z roli Harry'ego Pottera), wcielając się w postać młodej Merrin. Wystąpiła również gościnnie w jednym odcinku serialu Orange Is The New Black jako Jessica Wedge. Nagrała utwór "Smile" do soundtracku Disney Fairies: Faith, Trust And Pixie Dust". Kolejna jej piosenka " All You Need " została przedstawiona na ścieżce dźwiękowej serialu Sofia The First. W styczniu 2013 roku Carpenter została obsadzona jako Maya Hart w serialu Disney Channel Girl Meets World (Dziewczyna Poznaje Świat) będącym kontynuacją serialu ABC z lat 1993-2000 – Boy Meets World. Na potrzeby serialu Sabrina nagrała piosenkę czołówkową ,,Take On The World". W dniu 14 marca 2014 r. premierę miał debiutancki singiel artystki "Can't Blame a Girl for Trying" poprzedzający tytułową EPkę artystki, która została wydana 8 kwietnia. Wykonała piosenkę przewodnią "Stand Out" w oryginalnym filmie Disney Channel "How to Build Better Boy", którego premiera odbyła się 15 sierpnia 2014 r. 10 Listopada wydała swoją pierwszą świąteczną piosenkę pt. "Silver Nights" Wystąpiła na dorocznych festiwalach muzycznych t.j. New Jersey Balloon Festival czy Show of The Summer
2 lutego Carpenter ogłosiła tytuł swojego debiutanckiego albumu zatytułowanego Eyes Wide Open. Poprzedził ją singiel "We'll be the stars", który ukazał się 13 stycznia 2015 roku. Album miał zostać wydany 21 kwietnia 2015 roku, ale data premiery została przyśpieszona i przeniesiona na 14 kwietniu 2015. Tego samego roku zdobyła nagrodę Radio Disney Music Award w kategorii "Najlepsza piosenka" za "Can't Blame a Girl for Trying". 12 Listopada 2015 wydała nowy świąteczny kawałek pt. "Christmas The Whole Year Round”. W późniejszym czasie odegrała rolę Wendy Darling w musicalu "Peter Pan and Tinker Bell" w teatrze Pasadena Playhouse.

### 2016–2017:Evolution
17 czerwca 2016 wraz z Sofią Carson, zagrała w oryginalnym filmie Disney Channel, opartym na filmie Adventures in Babysitting z 1987 roku. 2 lutego 2016 roku Carpenter ogłosiła w mediach społecznościowych nowy singiel "Smoke and Fire" i że zostanie wydany 19 lutego 2016 roku. Oczekiwano, że ta piosenka będzie na drugim albumie, ale nie pojawia się na liście utworów, ponieważ jak sama Carpenter powiedziała czuła, że jej "ewolucja" przyszła po tej piosence. 25 i 26 marca wystąpiła na festiwalu muzycznym "Popspring" w Japonii jako jedna z głównych gwiazd wieczoru.

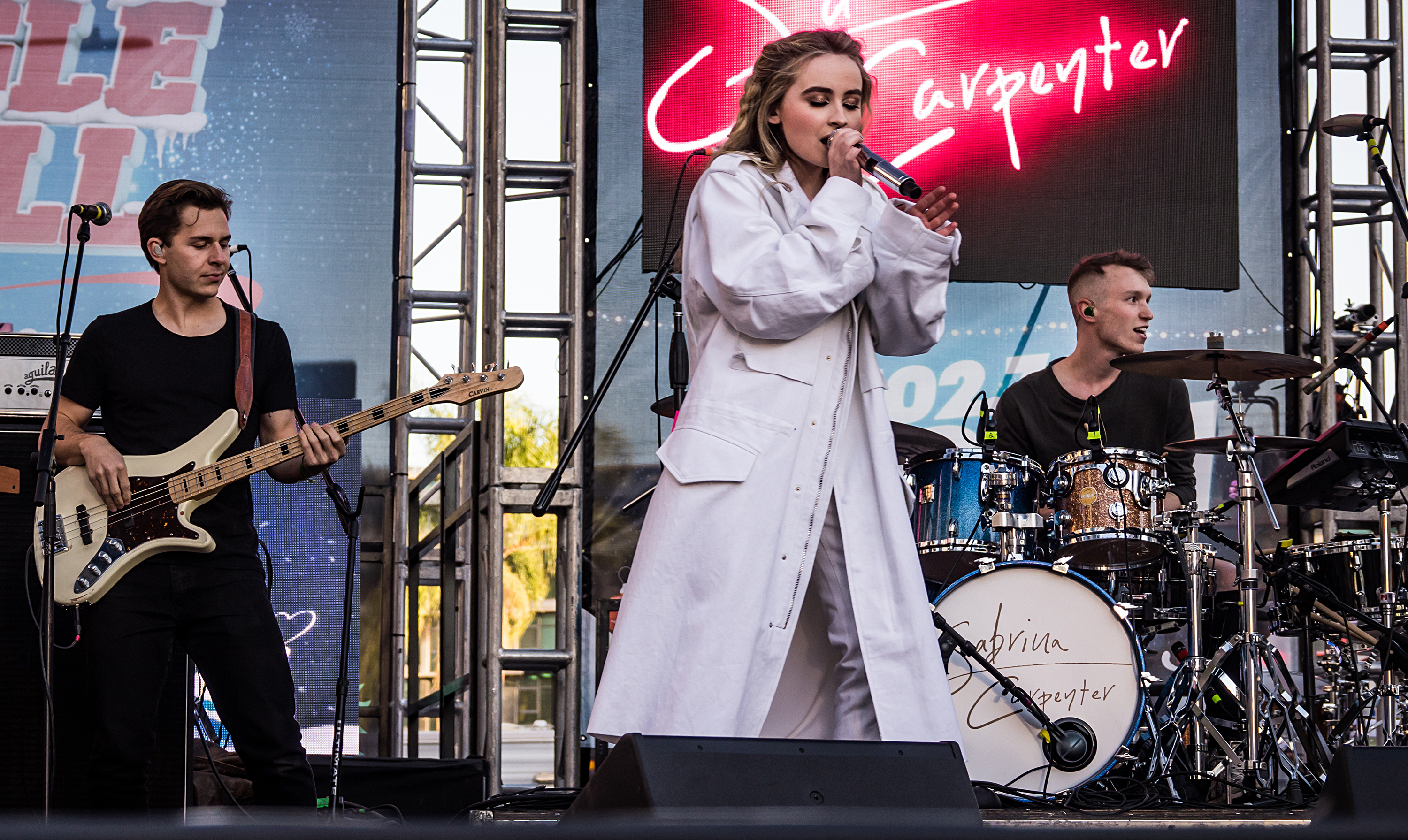
Sabrina podczas Jingle Ball (2016)

29 lipca 2016 roku Carpenter wydała "On Purpose", czyli pierwszy prawdziwy singiel z jej drugiego albumu. W dniu 3 września 2016 roku ogłosiła nazwę płyty jako "Evolution" i następnego dnia zapowiedziała swoją pierwszą trasę koncertową, Evolution Tour. W dniu 11 października 2016 r. wszystkie koncerty zostały wyprzedane, a 14 października został wydany album. W listopadzie 2016 roku pojawiła się w Today Show z NBC wykonując piosenkę ,,Thumbs".
3 stycznia ogłoszono, że "Thumbs", zostanie nowym singlem z albumu Evolution, a 9 lutego opublikowano teledysk. Klip rozgrywał się na stacji metra i kręcony był na jednym ujęciu. Rozpoczęła promocje singla występując podczas trasy radiowej po Stanach Zjednoczinych i Kanadzie. Wykonała piosenkę w programie The Late Late Show with James Corden oraz zapowiedziała swoją współpracę z zespołem The Vamps i Mikiem Perrym przy następnym singlu „Hands”, którego premiera na żywo odbyła się podczas koncertów z trasy The Middle Of The Night Tour w maju 2017, na których Carpenter wystąpiła jako support. Odbyła również kilka solowych koncertów w Europie w ramach trasy Evolution Tour. Jako support otworzyła koncerty Ariany Grande podczas Dangerous Woman Tour w Brazylii. 3 maja 2017 została nową ambasadorką Ryan Seacrest Foundation. 7 lipca wydała singiel „Why”, który otrzymał certyfikat złotej płyty w USA i który dotarł do 21. miejsca na liście Billboard Bubbling Under Hot 100. 6 lipca 2017 rozpoczęła letnią trasę koncertową pt. DeTour obejmującą 34 koncerty w USA i Kanadzie. Również w 2017 wystąpiła gościnnie w utworach: „First Love” Lost Kings i „You're a Mean One, Mr. Grinch” Lindsey Stirling oraz nagrała „Tomorrow Starts Today”, piosenkę przewodnią do serialu Andi Mack.
W listopadzie 2017 ogłosiła współpracę z marką Aeropostale przy tworzeniu własnej kolekcji SabrinaxAero. Dla marki zaprojektowała zimową i letnią kolekcję ubrań. W tym samym miesiącu dołączyła do kampanii Forever Chuck jako nowa ambasadorka marki odzieżowej Converse.
W sierpniu 2017 pojawiła się informacja o tym, że Carpenter została pozwana przez byłych menedżerów, Stana Rogowa i Elliota Lurie, za naruszenie kontraktu i niewypłacanie im prowizji po ich zwolnieniu. Obaj zostali zatrudnieni po tym, jak piosenkarka podpisała kontrakt z Billem Perlmanem, prezesem agencji talentów Perlman Management Group. W skardze stwierdzono, że Rogow i Lurie w 2011 podpisali umowę o zarządzanie muzyką, w ramach której mieli zarobić 50% prowizji Perlmana. Wkrótce później Carpenter podpisała pięciopłytową umowę z Hollywood Records. Rogowa i Lurie zwolniono z pracy w 2014, po czym menedżerowie zażądali należnej im części zysków ze sprzedaży albumów Eyes Wide Open i Evolution. Sytuacja ta zainspirowała Carpenter do napisania jej utworu „Sue Me” z albumu Singular Act I z 2018. Wystąpiła także na corocznych koncertach Jingle Ball, KISSmas organizowanych przez IHeart Radio.

### 2018-2019:Singulari powrót do aktorstwa
W 2017 została obsadzona w filmie kinowym The Hate U Give (2018), którego premiera odbyła się na Międzynarodowym Festiwalu Filmowym w Toronto. Otrzymała główną rolę w filmie z gatunku Indie The Short History Of The Long Road (2019), którego światowa premiera odbyła się na Tribecca Flm Festival.. W postać jej ojca wcielił się Danny Trejo. 16 marca 2018 wraz z Jonasem Blue wydała singiel „Alien”, który dotarł do pierwszego miejsca na liście Billboard's Hot Dance Club Songs. W sierpniu 2018 przy współpracy z Sony/ATV Music Publishing nagrała utwór „Lie for Love” na ścieżkę dźwiękową do filmu Netflixa Sierra Burgess Is a Loser (2018). W tym samym roku nawiązała współpracę z Malala Fundacion, która wspiera i zapewnia edukacje młodym dziewczynom trzeciego świata. 
W maju 2018 piosenkarka zapowiedziała nowy singiel z nadchodzącego trzeciego albumu zatytułowany "Almost Love", który wykonała pierwszy raz na żywo 4 czerwca na festiwalu Wango Tango, a oficjalna premiera odbyła się dwa dni później. Kilka dni przed wydaniem singla Carpenter za pośrednictwem mediów społecznościowych opublikowała krótkie nagranie będące zwiastunem trzeciego albumu, ogłaszając, że krążek nosić będzie nazwę 'Singular". 2 października podczas Late Late Show u Jamesa Cordena, Sabrina zakończyła swój występ odsłaniając okładkę albumu i ogłosiła oficjalną datę premiery. Oznajmiła również, że album zostanie podzielony na dwie części. 9 listopada wydała pierwszą z nich pt. Singular Act I oraz wystąpiła z nowym singlem „Sue Me” w programach telewizyjnych: Live with Kelly and Ryan oraz The Today Show. Płytę promowała również takimi utworami jak: „Paris” i „Bad Time”. W marcu 2019 rozpoczęła trasę koncertową Singular Tour po Ameryce Południowej i Azji. Podczas koncertów wykonała m.in. singiel „Pushing 20” z drugiej części albumu Singular. Album promowała także piosenką „On My Way”, którą nagrała z Alanem Walkerem i Farruko. 19 lipca 2019 wydała Singular Act II, a trzy dni później – singiel „In My Bed”. 5 lipca wystąpiła podczas letniej serii koncertów Good Morning America, a 16 i 17 sierpnia na Summer Sonic Festival w Japonii.
Została obsadzona w filmie Netflixa Tall Girl (2019). Następnie zagrała główną rolę w tanecznej komedii Netfliksa Work It i filmowej adaptacji powieści Mariny Gessner The Distance from Me to You, gdzie również objęła stanowisko producentki wykonawczej obu filmów.Wcieliła się w postać Sammy Brown w filmie Justina Baldoniego Clouds (2020) opowiadającego historie Zacha Sobiecha. Projekt oparty na wspomnieniu "Fly a Little Higher", napisanym przez jego matkę Laurę Sobiech. Za tę rolę otrzymała w 2021 nagrodę dla najlepszej aktorki filmowej na gali przyznania Séries em Cena Awards.

### 2020-2023:Emails I Can't Send, debiut na Broadwayu i nowa wytwórnia
10 marca 2020 zadebiutowała w głównej roli, Cady Heron, w musicalu Tiny Fey Mean Girls na Broadwayu. Z powodu epidemii COVID-19 wystąpiła tylko w dwóch zaplanowanych spektaklach, a pozostałe zostały przełożone na 2021, a następnie odwołane. Również w 2020 pojawiła się gościnnie w miniserialu komediowym Royalties na platformie Quibi. 25 września pojawiła się w remiksie piosenki "Wow" szwedzkiej piosenkarki Zara Larsson, wyprodukowanym przez Marshmello. 
W tym samym roku uruchomiła swoją nową wytwórnię produkcyjną At Last Productions, a 5 października portal Hollywood Reporter ogłosił, że Sabrina będzie kontynuować swoją współpracę z Netflixem oraz wyprodukuje i zagra w nowej musicalowej odsłonie popularnej powieści "Alicja w Krainie Czarów" zatytułowanym "Alice". Film oparty będzie na oryginalnym scenariuszu Lewisa Carrolla lecz akcja ma zostać przeniesiona do współczesnego świata i będzie osadzona na tle muzycznego festiwalu "Wonderland".

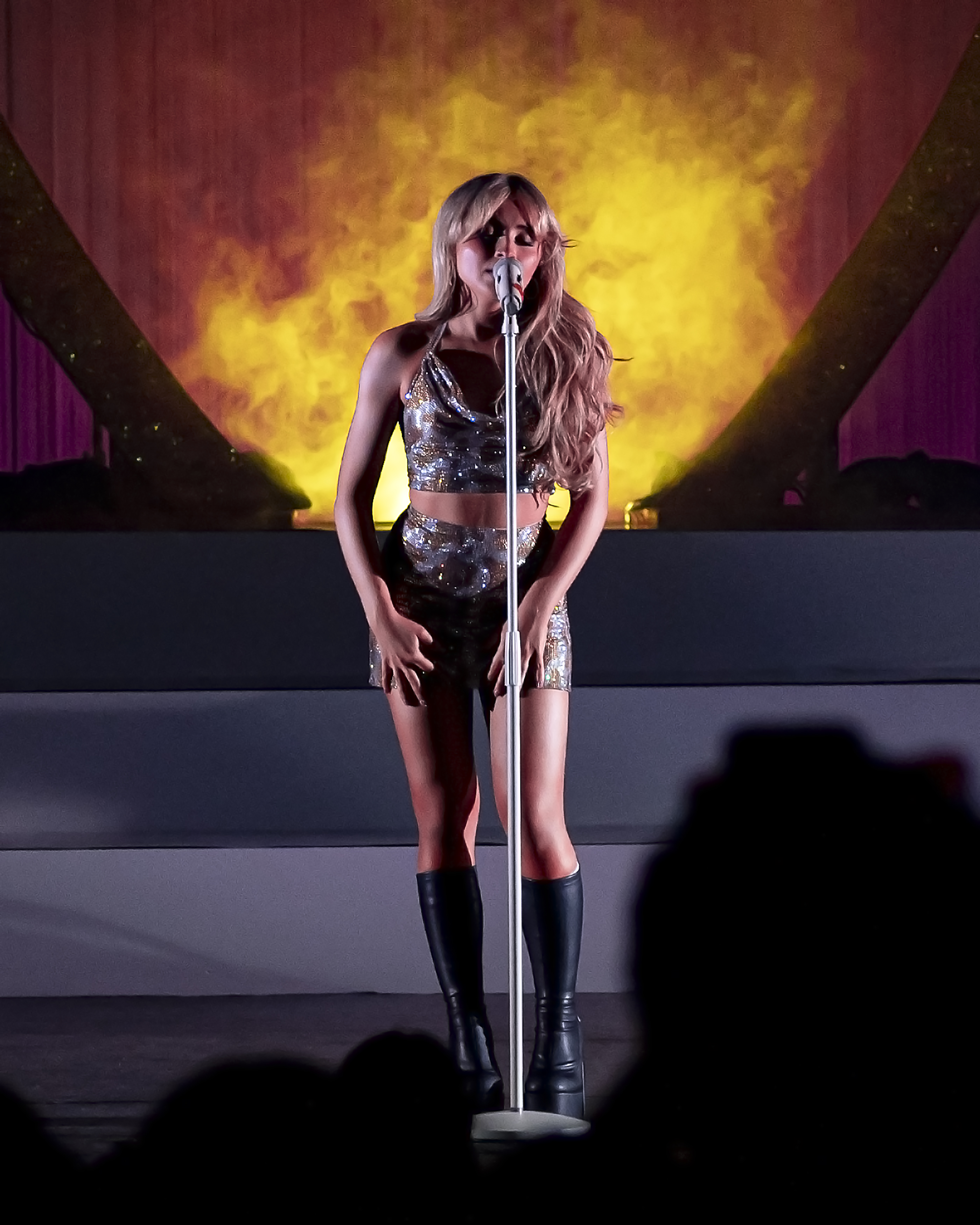
Sabrina podczas Emails I Can't Send tour (2022)

W styczniu 2021 roku Carpenter Magazyn Variety ogłosił, że Sabrina podpisała kontrakt z Island Records i umowę z Universal Music Publishing Group na globalną dystrybucję i promocję przyszłej muzyki. Dołączyła do Volara Management, a jej menagerką została Amy Davidson. 22 stycznia wydała swój pierwszy singiel pod szyldem nowej wytwórni, „Skin”. Piosenka osiągnęła 48. i 33. miejsce na listach Billboard Hot 100 i Billboard Global 200. 15 lipca 2022 roku premierę miał jej piąty album studyjny, Emails I Can't Send, który zadebiutował na 23. miejscu na liście Billboard 200 ze sprzedażą 18 000 egzemplarzy.  Album był promowany singlami: „Vicious”, „ Because I Liked a Boy ”, i „Nonsense”. gdzie ten ostatni został wydany jako pełnoprawny singiel. Pokrył się platyną i znalazł się w pierwszej dziesiątce listy przebojów US Pop Airplay. 
24 września Sabrina była jedną z gwiazd trzeciej już edycji pokazu mody Rihanny Savage x Fenty wydanego na Amazon Prime. Wraz z takimi osobami jak Cindy Crawford, Emily Ratajkowski czy Gigi Hadid prezentowała najnowszą kolekcję bielizny od Fenty. Zagrała także w filmie Amazona Dylemat (Emergency) oraz w Wysoka Dziewczyna 2 (Tall Girl 2) na Netflixie. Została również ambasadorką marki elektronicznej Samsung. We wrześniu 2022 roku wydała swój debiutancki perfum we współpracy z Scent Beauty, Sweet Tooth. Był nominowany przez Fragrance Foundation Awards w kategorii „Zapach roku”. W późniejszych latach wydała kolejne wersje perfum: "Caramel Dream", "Cherry Baby" i "Me Espresso". Wystąpiła na dwóch koncertach w ramach festiwalu Lollapalooza - 29 czerwca 2023 w Sztokholmie, a 4 sierpnia 2023 w Chicago.
W marcu 2023 roku Carpenter wydała wersje deluxe albumu Emails I Can't Send Fwd. Jeden z dodatkowych utworów, „ Feather ”, został wydany jako ostatni singiel z albumu w sierpniu 2023. W teledysku wystąpił długoletni przyjaciel Sabriny, Milo Manheim. Utwór znalazł się na szczycie listy przebojów US Pop Songs i na 21. miejscu na liście Hot 100. Wystąpiła podczas gali MTV Video Music Awards i noworocznego Rockin' Eve Dick Clark 2023. W międzyczasie pojawiła się gościnnie w duecie z Charlie Puth w piosence "Thats Not How This Works" i w towarzyszącym jej teledysku. W tym samym roku wyruszyła w trasę koncertową promującą album oraz była supportem na trasie koncertowej Eras Tour Taylor Swift w Ameryce Łacińskiej, Australii i Singapurze. 17 listopada 2023 roku wydała świąteczną EPke Fruitcake, zawierającą utwór "A Nonsense Christmas", który jest świątecznym remiksem piosenki Nonsense. Z kolei 7 grudnia wypuściła teledysk do innej piosenki "Santa Doesn't Know You Like I Do" z gościnnym udziałem aktora Henrego Eikenberrego. 2 grudnia odebrała nagrodę Variety Hitmakers ''Rising Artist Award''

### 2024 - obecnie:Short n' Sweet i Man's Best Friend
11 kwietnia Sabrina wydała wcześniej zapowiadany singiel „Espresso”, z nadchodzącego nowego albumu, który wykonała na żywo po raz pierwszy, dzień później na festiwalu Coachella. Piosenka otrzymała pozytywne recenzje i uznanie krytyków oraz została doceniona za chwytliwy tekst i brzmienie, w tym spopularyzowaną frazę "Thats that Me Espresso". Znalazła się na szczycie listy Billboard Global 200 i na 3 miejscu na liście Billboard Hot 100. „Espresso” stało się drugą najczęściej odtwarzaną piosenką roku na Spotify z wynikiem 1,6 miliarda i pokryło się platyną w ponad 14 krajach na świecie, tym samym osiągając światowy sukces. W maju wystąpiła podczas Saturday Night Live. 6 czerwca 2024 roku wydała drugi singiel „ Please Please Please ”, któremu towarzyszył teledysk, z udziałem aktora i ówczesnego partnera piosenkarki Barry Keoghan, który stał się jej drugim globalnym hitem i pierwszym singlem numer jeden na liście Billboard Hot 100. Dzięki tym piosenkom stała się pierwszą artystką, której utwory zajmowały pierwsze i drugie miejsce na brytyjskiej liście przebojów przez trzy tygodnie z rzędu. 8 sierpnia została wyróżniona na gali Variety Power of Young Hollywood jako jedna z najlepszych młodych i wpływowych artystów w branży.
Carpenter wydała swój szósty album studyjny Short n' Sweet 23 sierpnia. Album zadebiutował na szczycie listy Billboard 200 ze sprzedażą 362 000 egzemplarzy w pierwszym tygodniu i został drugim najdłużej utrzymującym się na pierwszym miejscu albumem roku. Wszystkie utwory z albumu znalazły się powyżej pierwszej 50 na liście Hot 100. Short n' Sweet jest pierwszym albumem od ponad dekady (od czasu "1989" Taylor Swift), którego cztery single osiągnąły pierwsze miejsce na listach przebojów Pop Airplay Charts. Został też jednym z najlepszych i najlepiej sprzedających się albumów w 2024 roku.  Carpenter wystąpiła podczas 67. dorocznej gali rozdania nagród Grammy i otrzymała sześć nominacji  w tym wygrała statuetki w kategoriach za Najlepszy Album Wokalny i Najlepszy Solowy Występ (Espresso). Stała się również jedną z piętnastu artystów w historii gali, która otrzymała nominacje w czterech głównych kategoriach General Field w ciągu jednej nocy (Album Roku, Piosenka Roku, Nagranie Roku i Najlepszy Nowy Artysta). Podczas rozdania nagród MTV Video Music Awards została nagrodzona statuetką za Piosenkę Roku (Espresso). W 2025 wystąpiła na Brit Awards w Londynie gdzie zaśpiewała Espresso i Bed Chem. Została też uhonorowana nagrodą Brits Global Success jako pierwszy zagraniczny artysta w historii gali i druga kobieta zaraz po Adele, która otrzymała tę statuetkę. Trzeci singiel z albumu„ Taste ” zadebiutował na drugim miejscu na liście Hot 100, dzięki czemu Sabrina została pierwszą artystką od czasów The Beatles, której trzy single znalazły się w pierwszej piątce w USA w tym samym tygodniu, a także została pierwszą artystką od 71 lat, która spędziła 20 tygodni na szczycie brytyjskiej listy przebojów w roku kalendarzowym. „Taste” był też najdłużej utrzymującym się numerem jeden w Wielkiej Brytanii w 2024 roku. Zdobyła dwie statuetki IHeart Radio Music Awards - "Piosenka Roku Pop" i "Artysta Pop Roku" 
Wystąpiła w Wielkiej Brytanii na głównej scenie podczas BBC Big Weekend Luton 26 maja. Dołączyła też do Coldplay, gdzie zaśpiewali wspólnie ich piosenkę "Magic" i 16 czerwca na Summertime Ball w Londynie. 8 czerwca zaśpiewała na Governors Ball w Nowym Jorku i była też headlinerką festiwalu Outside Lands w San Francisco 10 sierpnia. Zaprosiła wtedy na scene Kacey Musgraves i razem zaśpiewały "These Boots Are Made for Walkin" Nancy Sinatry 
W kwietniu 2024 r. pojawiła się w kampanii SKIMS Kim Kardashian promując nową kolekcję Fits Everybody i Stretch Lace. W lipcu wzięła udział reklamie NBC Letnich Igrzysk Olimpijskich 2024. W kwietniu Erewhon zadebiutował nowe Smoothie inspirowane Short n' Sweet. W grudniu nawiązała współpracę z Dunkin ' Donuts, którzy wypuścili mrożony napój „Sabrina's Brown Sugar Shakin' Espresso”, nazwany na cześć jej piosenki „Espresso”.  

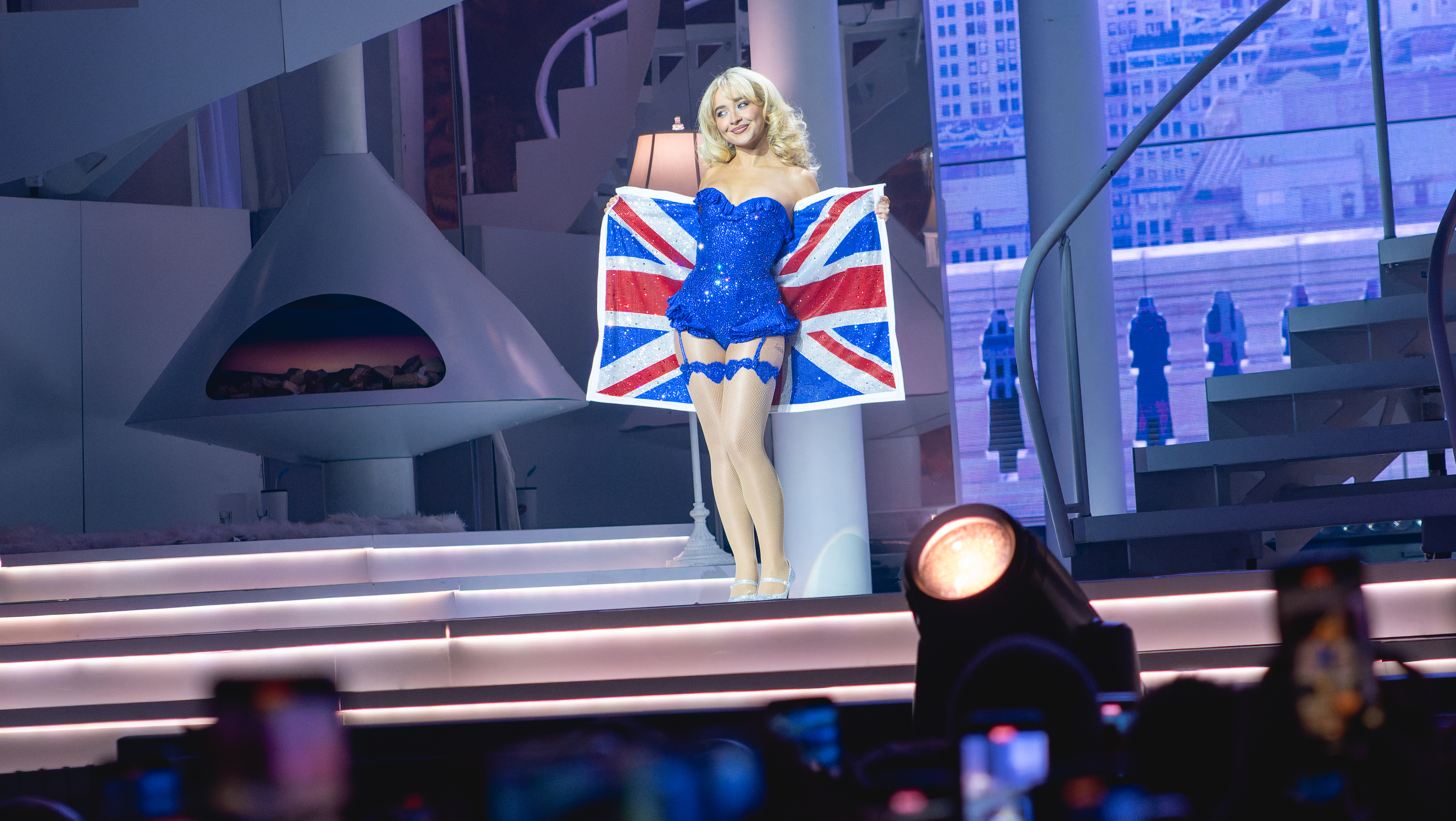
Sabrina podczas Short n' Sweet Tour (2025)

We wrześniu 2024 roku Sabrina pojawiła się w specjalnym programie Christiny Aguilery na żywo dostępnym na Spotify, z okazji 25. rocznicy debiutanckiego albumu Aguilery, wykonując z nią duet w utworze „ What a Girl Wants ”. 6 grudnia na Netflixie premierę miał specjalny, świąteczny program muzyczny A Nonsense Christmas with Sabrina Carpenter, łączący komediowe skecze i występy na żywo w tym duety z m.in. Shanią Twein. Był to pierwszsy projekt wyprodukowany przez Sabrine i At Last Productions. 23 września wyruszyła w trasę koncertową Short n' Sweet Tour. Tournée obejmowało Stany Zjednoczone, Kanadę (2024) i Europę (2025). 27 lutego 2025 r. ogłoszono siedemnaście dodatkowych koncertów w Ameryce Północnej. 
14 lutego 2025 roku wydana została wersja deluxe albumu zawierająca pięć dodatkowych utworów, w tym wersję „Please Please Please” z Dolly Parton.
5 czerwca 2025 roku, Carpenter wydała singiel "Manchild". 11 czerwca ogłosiła swój siódmy album studyjny Man's Best Friend, który zostanie wydany 29 sierpnia 2025 roku.

## Inspiracje, styl muzyczny i liryka utworów
Od najmłodszych lat jej największymi muzycznymi inspiracjami były Christina Aguilera i Adele, których covery piosenek nagrywała w dzieciństwie, i które jak twierdzi pomogły rozwinąć jej własny głos. Jako inspiracje wymieniła także Madonnę, Britney Spears, Rihannę, Paula McCartneya, Mariah Carey, Arethę Franklin, Whitney Houston i Ettę James. Piosenka tej ostatniej „At Last” była jedną z pierwszych, jakich nauczyła się śpiewać. Płyta Beyonce Lemonade zainspirowała ją do próbowania różnych gatunków muzycznych, a Taylor Swift i Lorde podała jako swoje inspiracje w pisaniu piosenek. 
Na początku swojej kariery Carpenter była określana jako „nastoletnia piosenkarka pop”. Jej pierwszy album Eyes Wide Open był kierowany głównie do młodszej widowni i zawierał elementy popu, dance popu, folku i teen popu.
W późniejszym czasie wraz z wiekiem zaczęła tworzyć głównie muzykę pop dodając inne gatunki muzyczne i przeplatać je między sobą. Jej albumy zawierają elementy folk popu, muzyki akustycznej, country, electropopu i muzyki house, a po Singular: Act I zagłębiła się też w takie style jak dance-pop, trap, hip-hop i R&B. Po zmianie wytwórni w 2021 i po wydaniu Emails I Can't Send jej twórczość stała się bardziej dojrzalsza i jak sama stwierdziła w wywiadzie dla „Variety” w 2024, zauważyła, że czuje się oddzielona od swoich poprzednich albumów (sprzed Emails I Can't Send). W wywiadzie dla „Vogue” powiedziała, że „jej wcześniejsza muzyka uwypuklała aspekt jej samej, którego w tamtym czasie nie uważała za autentyczny”.
Dziennikarz ID Barry Pierce stwierdził, że po wydaniu Emails I Can't Send „(Sabrina) może słusznie rościć sobie prawo do tytułu pełnoprawnej gwiazdy popu”, a Dziennikarka „Variety” Thania Garcia dodała, że chociaż Carpenter była „przez lata uważana za «gwiazdę Disneya», jej przejście z dziecięcej aktorki do gwiazdy popu [...] było powolne lecz celowe”. Została doceniona jako artystka i performerka, która „wykorzystuje pełen zakres ludzkiej ekspresji, jakby była ona osobnym instrumentem”.
Sabrina jest współautorką wszystkich swoich piosenek (oprócz większości z Eyes Wide Open i EVOLution). Tekściarze, z którymi najczęściej współpracowała to: Steph Jones, Ross Golan, Mike Sabath, Amy Allen i Jack Antonoff.
Sabrina przeważnie rozpoczyna pisanie piosenek od ustalenia tytułu i zawsze czerpie inspiracje z życia i doświadczeń. Producent Jack Antonoff, który współpracował z nią przy produkcji jej szóstego albumu Short n' Sweet, pochwalił sposób, w jaki wplata humor w swoją muzykę i styl pisania. Pracowała również nad kompozycjami niektórych jej piosenek, w tym „Espresso” i „Please Please Please” z wykorzystaniem fortepianu, basu, ukulele, gitary i perkusji.

## Wizerunek, wpływy i produkty
Zarówno kariera aktorska, jak i muzyczna dały jej możliwość wyrażania siebie poprzez modę. W 2017 dla „Vanity Fair” powiedziała: „Te ostatnie kilka lat to moja faza eksperymentalna. Mam szczęście, że gram różne role i tworzę muzykę, która niekoniecznie musi być tylko dla mnie. Dlatego wyrażam siebie w tym, co noszę – za każdym razem mogę przybrać inną osobowość. (...) Najfajniejsze było znalezienie tego, co naprawdę mnie łączy z modą, oraz elementami, w których czuję się najbardziej komfortowo i pewnie, ponieważ myślę, że to mówi coś o mnie”. Czerpie inspirację z historii rock and rolla z lat 70., styl vintage oraz lata 90. Współpracuje ze stylistą Jasonem Boldenem.
W 2017 została ambasadorką marki Revlon i dołączyła do kampanii Converse "Forever Chuck" . W 2018 podjęła współpracę z marką Aeropostale przy tworzeniu kolekcji ubrań.
W latach 2017–2019 była uwzględniana na listach Billboard: 21 Under 21 jako jedna z gwiazd mających wpływ na branżę rozrywkową. W 2019 Popsugar nazwał ją "pop legendą w tworzeniu", która ma szansę zaistnieć w branży muzycznej. Również w 2019 została drugą najmłodszą artystką, która przekroczyła 1 mld odsłuchań swoich piosenek na Spotify. W 2020 magazyn „Forbes” umieścił ją na liście 30 Under 30 najbardziej wpływowych ludzi w showbiznesie oraz tych, którzy mają szansę zmienić przyszłość świata oraz branży rozrywkowej.
Swój wizerunek opiera głównie na modzie retro lat 60 i 90, Old Hollywood czy Glamour. od 2023 współpracuje z amerykańskim stylistą Jaredem Ellnerem. W swoich stylizacjach często nawiązuje do innych ikon popkultury, a jej głównymi inspiracjami są m.in. Marilyn Monroe, Madonna, Brigitte Bardot. Podczas MTV VMA 2024 Carpenter ubrana była w słynną sukienke Boba Mackiego z 1991 roku. Carpenter wystąpiła w kampanii Skims w kwietniu, generując 5,5 miliona dolarów w wartości wpływu medialnego (MIV) w ciągu pierwszych 48 godzin. W maju Carpenter wystąpiła w kampanii Marca Jacobsa „The Sack Bag” u boku modelek Gabbriette, Iriny Shayk i Anok Yai. Otrzymała średnio o 13 procent więcej polubień w mediach niż jakakolwiek inna postać w kampanii. Podczas swojego drugiego występu na Met Gali w maju miała na sobie suknię Oscara de la Renty z czarnym gorsetem i obszerną, satynową spódnicą inspirowaną orchideą. Jej trzy posty dotyczące sukienki na Instagramie wygenerowały 6,65 miliona dolarów wartości. Miesiąc później zadebiutowała na męskim tygodniu mody, uczestnicząc w pokazie mody męskiej Louis Vuitton i generując 1 milion funtów w MIV dla marki za pomocą jednego postu na Instagramie. W tym samym miesiącu uczestniczyła w pokazie mody męskiej Loewe na wiosnę 2025 r., mając na sobie turkusową sukienkę z pokazu mody jesień/zima 2024, zarabiając 2 miliony dolarów w MIV i stanowiąc 11 procent całkowitego zasięgu marki, według Launchmetrics. Carpenter była drugą najczęściej wymienianą gwiazdą po globalnym ambasadorze Loewe, chińskim aktorze Wang Yibo. Została gwiazdą specjalną i otwierała pokaz Vogue World pod koniec lipca, chodząc po wybiegu w projekcie Jacquemus. zarabiając dla marki 9,6 miliona dolarów.
Od 2023 roku współpracuje z niezależną ukraińską marką Frolov, od kiedy poprosiła o zaprojektowanie jej słynnej gorsetowej sukienki z wyciętym sercem z trasy Emails I Cant Send Tour. Stworzyli dla niej kilka wersji w innych kolorach. Według Lefty'ego same sukienki wygenerowały 22,8 mln dolarów dochodu z samych postów na instagramie. 
Oprócz ubioru jej główną charakterystyczną częścią wyglądu są jej długie blond włosy, ustylizowane w loki oraz słynna grzywka w stylu starego Hollywood. Od 2024 jest pierwszą globalną ambasadorką marki Redken, której od lat była fanką, przypisując swój charakterystyczny blond wyłącznie kolekcji Redken's Shades EQ. Promowała także okulary Medusa Biggie od Versace i torebkę The Sack Bag od Marca Jacobsa. Podpisała współpracę z marką, Kiedy wyprzedał się balsam do ust Astral Pink Lip Balm od Prada Beauty po tym, jak użyła go w swoim teledysku do „Please Please Please”
We wrześniu 2022 roku zadebiutowała z własną linię perfum we współpracy z Scent Beauty. Jej debiutancki zapach Sweet Tooth był finalistą na Fragrance Foundation Awards 2023. W późniejszych latach wydała inne wersje zapachowe: "Caramel Dream", "Cherry Baby" i "Me Espresso". Każdy z perfum miał również swój odpowiednik w postaci mgiełki.
W październiku 2024 znalazła się na okładce magazynu TIME
Podczas otwierania koncertów z trasy Short n' Sweet miała na sobie kilkanaście wersji projektu archiwalnego body od Victoria Secret, które zostało przerobione i ozdobione ponad 150 tysiącami kryształów. Wcześniej marka wykonała spersonalizowany strój w tym samym stylu na jej występ Video Music Awards, który posiadał 100 tysięcy kamieni i ponad 18 tysięcy kryształów, a praca nad nim zajęła 180 godzin.
W kwietniu 2025 pojawiła się jako nowa ikona w 8 sezonie Fortnite Festival, w ramach muzycznego festiwalu.

## Działalność społeczna i filantropijna
Przez całą swoją karierę Sabrina aktywnie wspierała organizacje charytatywne. W 2016 r. została ambasadorką Fundacji Ryana Seacresta i odwiedzała szpitale dziecięce w całym kraju. W tym samym roku, z okazji wydania swojego singla „ Smoke and Fire ”, Carpenter wydała gadżety, z których dochód przeznaczono na kampanię 2Steps2Minutes Amerykańskiego Czerwonego Krzyża , która miała zwiększać świadomość na temat bezpieczeństwa pożarowego. Wspierała finansowo fundację Charity Water, która zajmuje się budową zbiorników wodnych i kupnem urządzeń sanitarnych dla krajów trzeciego świata. W 2017 roku wystąpiła na wydarzeniu We Day California. W tym samym roku Carpenter nawiązała współpracę z DoSomething 's Love Letters Challenge, mającym na celu zwalczanie samotności wśród osób starszych. 
W 2018 nawiązała współpracę z Malala Fundacion, która wspiera i zapewnia edukacje młodym dziewczynom trzeciego świata.
W kwietniu 2020 roku Carpenter wystąpiła w charytatywnej wersji „If the World Was Ending”, która wspierała Lekarzy bez Granic podczas pandemii COVID-19.
W czerwcu 2024 roku Carpenter ogłosiła współpracę z organizacją non-profit PLUS1 w ramach trasy Short n' Sweet Tour, aby utworzyć fundusz Sabrina Carpenter Fund, którego celem jest wspieranie „dobrostanu ludzi i zwierząt”. Jej współpraca z Van Leeuwen Ice Cream przy tworzeniu lodów o smaku espresso miała pięćdziesiąt procent zysków przekazywanych na rzecz Ali Forney Center, największej organizacji non-profit w Stanach Zjednoczonych, której celem jest pomoc bezdomnej młodzieży.
W okresie poprzedzającym wybory prezydenckie w Stanach Zjednoczonych w 2024 roku współpracowała z HeadCount, która ze wszystkich artystów zarejestrowała największą liczbę wyborców w roku.

## Filmografia

### Filmy
| Rok  | Film                               | Rola           | Uwagi                               |
| ---- | ---------------------------------- | -------------- | ----------------------------------- |
| 2012 | Gulliver Quinn                     | Iris           | Film telewizyjny                    |
| 2012 | The Unprofessional                 | Harper         | Film TV                             |
| 2012 | Noobz                              | Brittney       | Film TV                             |
| 2013 | Rogi                               | Młoda Merrin   | Film TV                             |
| 2016 | Nianie w akcji                     | Jenny Parker   | Film TV                             |
| 2018 | Nienawiść, którą dajesz            | Hailey         | Film kinowy                         |
| 2019 | The Short History of The Long Road | Nola           |                                     |
| 2019 | Wysoka dziewczyna                  | Harper Kreyman | Film Netfliksa                      |
| 2020 | Wytańcz to                         | Quinn Ackerman | Film Netfliksa produkcja wykonawcza |
| 2020 | Chmury                             | Smmy Brown     | Disney+                             |
| 2022 | Wysoka dziewczyna 2                | Harper Kreyman | Film Netfliksa                      |
| 2022 | Dylemat                            | Maddy          |                                     |

### Seriale
| Rok       | Film                               | Rola          | Uwagi       |
| --------- | ---------------------------------- | ------------- | ----------- |
| 2011      | Prawo i porządek: sekcja specjalna | Paula         | 1 odc.      |
| 2012      | Fineasz i Ferb                     | Dziewczyna    | 2 odc.      |
| 2012-13   | The Goodwin Games                  | Młoda Chloe   | 5 odc.      |
| 2013      | Jej Wysokość Zosia                 | Młoda Chloe   | 2 odc.      |
| 2013      | Orange Is the New Black            | Jessica Wedge | 9 odc.      |
| 2013      | Austin i Ally                      | Lucy Gluckman | 1 odc.      |
| 2014–2017 | Dziewczyna poznaje świat           | Maya Hart     | Główna rola |
| 2020      | Royalties                          | Bailey Rouge  | 3 odc.      |

### Teatr
| Rok  | Spektakl                                        | Rola          | Nota               |
| ---- | ----------------------------------------------- | ------------- | ------------------ |
| 2011 | Music Man                                       | Girl          | -                  |
| 2015 | Peter Pan and Tinker Bell: A Pirate's Christmas | Wendy Darling | Pasadena Playhouse |
| 2020 | Mean Girls                                      | Cady Heron    | Broadway           |

### Dyskografia

#### Albumy studyjne
| Rok  | Album | Pozycje na listach | Pozycje na listach | Pozycje na listach | Pozycje na listach | Pozycje na listach | Sprzedaż       | Certyfikat             |
| Rok  | Album | USA                | AUS                | CAN                | IRE                | BEL (Fl)           | Sprzedaż       | Certyfikat             |
| ---- | --- | ------------------ | ------------------ | ------------------ | ------------------ | ------------------ | -------------- | ---------------------- |
| 2015 | Eyes Wide Open - Wydano: 14 kwietnia 2015 - Wytwórnia: Hollywood - Format: CD, pobieranie cyfrowe                | 43                 | –                  | –                  | –                  | –                  |                |                        |
| 2016 | Evolution - Wydano: 14 października 2016 - Wytwórnia: Hollywood - Format: CD, pobieranie cyfrowe                 | 28                 | 44                 | 84                 | 98                 | 181                |                |                        |
| 2018 | Singular: Act I - Wydano 9 listopada 2018 - Wytwórnia Hollywood Records - Format CD, LP, pobieranie cyfrowe      |                    |                    |                    |                    |                    |                |                        |
| 2019 | Singular: Act II - Wydano 19 lipca 2019 - Wytwórnia Hollywood Records - Format CD, LP, pobieranie cyfrowe        |                    |                    |                    |                    |                    |                |                        |
| 2022 | Emails I Can’t Send - Wydano 15 lipca 2022 - Wytwórnia Island Records - Format CD, LP, pobieranie cyfrowe        | 23                 | 44                 | 55                 | –                  | –                  |                |                        |
| 2024 | Short n’ Sweet - Wydano 23 sierpnia 2024 - Wytwórnia Island Records - Format CD, LP, pobieranie cyfrowe          |                    |                    |                    |                    |                    | - POL: 20 000+ | - POL: platynowa płyta |
| 2025 | Man's Best Friend - Zaplanowano: 29 sierpnia 2025 - Wytwórnia Island Records - Format CD, LP, pobieranie cyfrowe |                    |                    |                    |                    |                    |                |                        |

### Trasy koncertowe
- Evolution Tour (2016-2017)[129]
- DeTour (2017)[130]
- The Singular Tour: Act I (2019)[131]
- Emails I Can't Send Tour (2022-2023)[132]
- Short n' Sweet Tour (2024-2025)[133]